# Victor Ioan Frunză
Victor Ioan Frunză (n. 6 septembrie, 1959, București) este un director de scenă din România. A fost student al profesorului Mihai Dimiu și a absolvit secția regie teatru a IATC, fiind coleg de generatie cu Andrei Mihalache, Dominic Dembinski, Gábor Tompa. În prezent este doctor în stiințe teatrale și management cultural și predă cursuri de profil, la studii aprofundate, in cadrul UNATC. După 1989 a fost vreme de 3 ani director general al Teatrului Național din Cluj. Colaborează la toate premierele sale cu soția sa, scenografa Adriana Grand.

## Activitate
A avut spectacole pe scene de teatru din România, Ungaria, Cehia.
Printre ele sunt Ghetou 1993, pe scena Naționalului bucureștean, Satyricon 1994 la Teatrul Național din Târgu Mureș - sau multele premiere de la teatrele din Cluj, Oradea, Brăila, Ploiești, Timișoara, Baia Mare (fie în limba română, fie în maghiară sau în germană). Trupa pe butoaie a fost, în România,  primul spectacol cult, bazat pe texte ale teatrului popular medieval francez (Jean Variot) conceput si realizat ca spectacol itinerant. În cele doua variante sale - la Târgu Mureș în 1992 și la București în 1995 - Trupa pe butoaie a devenit primul "brand" teatral recunoscut și apreciat în toată țara prin cele mai bine de 100 de reprezentații susținute. Parte dintre ele, aflate în turneu pe ruta Târgu Mureș, Cluj, Sinaia, București, fost preluate de postul național de televiziune pe modelul consacratelor turnee de concerte ale trupelor muzicale din cele mai cunoscuteau.
În martie 2012 a scos la Teatrul Metropolis , în premieră pentru România, un diptic teatral - Îngeri in America - pe textele lui Tony Kushner Sfârșitul lumii e aproape și Perestroika.

## Distincții
- Ordinul național „Steaua României” în grad de Cavaler (1 decembrie 2000) „pentru realizări artistice remarcabile și pentru promovarea culturii, de Ziua Națională a României”[4]

### Interviuri
- „Gindesc inovatia teatrala ca pe ceva discret“. Interviu cu Victor Ioan FRUNZA, Iulia Popovici, Observator cultural - numărul 197, decembrie 2003
- Victor Ioan Frunză, regizor: „Am 49 de premii și nu mi-au folosit la nimic“ Arhivat în 21 ianuarie 2012, la Wayback Machine., 19 noiembrie 2011, Monica Andronescu, Adevărul
- Omul zilei: Victor Ioan Frunză[nefuncțională]
, 20 iunie 2011, Jurnalul Național
- Interviu cu Victor Ioan Frunză: „UNITER este un bloc de tip sovietic“, 10 mai 2013, Dan Boicea, Ziarul Metropolis
- Interviu — Despre îngeri cu Victor Ioan Frunză Arhivat în 19 februarie 2014, la Wayback Machine., 30 noiembrie 2011, Gabriela Lupu, România liberă
- VIDEO Interviurile FNT. Regizorul Victor Ioan Frunză: „Eu nu am făcut compromisuri în cariera mea”, 20 octombrie 2014, Monica Andronescu, Adevărul